# عبدالهادی داوی
عبدالهادی داوی (پشتو: عبدالهادی داوی)؛ مبارز سیاست مدار شاعر نویسنده افغان بود. او درسال ۱۲۷۲ ‏خورشیدی در باغ علی مردان کابل تولد و در ماه اسد سال ۱۳۶۰ به عمر ۸۸ ‏سالگی در شهر کابل درگذشت. ‏

## پیشینه
‏. پدرهادی داوی عبدالاحد خان که در شهر قندهار به شغل طبابت گیاهی اشتغال داشت به امر امیرعبدالرحمان خان به کابل آمده و به حیث طبیب دربار امیر تقرر یافت. ‏
داوی پس از فراغت از لیسه حبیبیه در سراج الاخبار که مدیریت آن را محمود طرزی به عهده داشت به کار آغاز کرد. او که افکار آزادمنشی را از استادان لیسه حبیبیه آگاه شده در جنبش مشروطه خواهان شمولیت را حاصل نمود. ‏
مرحوم داوی بعد از حمله عبدالرحمن لودین به امیر حبیب‌الله خان دستگیر و برای مدت یکسال زندانی شد. بعد از جلوس شاه امان‌الله خان، مرحوم داوی از زندان رها و به حیث اولین سرمحرر جریدهٔ نو بنیاد امان افغان منصوب شد. ‏
پس از آن به پست مهم سیاسی کشور از قبیل سفارت افغان در لندن… تقرر یافت. ‏در زمان زمامداری محمد نادرشاه از سال ۱۳۰۸ تا ۱۳۱۱ خورشیدی سفیر کبیر افغانستان در برلین بود و بعد استعفا داده در کابل گوشه نشینی اختیار کرد. پس از کشته شدن نادر شاه او را محمدهاشم خان به اتهام دست داشتن در قضیه قتل نادرشاه روانه زندان نمود که این بار حبس او مدت ۱۳ را دربر گرفت. ‏
در زمان که ظاهرشاه هاشم خان را خلع و دموکراسی را اعلان کرد وی در پست‌های مهم دولتی را مانند سرمنشی دربار شاهی، وکیل ده سبز در ولسی جرگه و رئیس گماشتهٔ شورای دورهٔ هفتم، سفیر افغانستان در مصر و اندونیزیا و رئیس مجلس اعیان شورای ملی افغانستان و قاضی قضات افغانستان تقرر یافت. ‏

## وفات
عبدالهادی دادوی در ۲۷ اسد سال ۱۳۶۱ خورشیدی در سن ۸۸ سالگی ‏
در شهر کابل وفات یافت. دولت دموکراتیک افغانستان در سال ۱۳۶۰ مدرسه را به نام او در مکروریان سوم مسمیٰ نمود. ‏

## تالیفات و نشریات هادی داوی
تالیفات مرحوم داوی:
1. . زما رسول پاک: ترجمه پشتوی کتاب اردو «پیغمیراسلام» تألیف عبدالمجید قرشی
2. . تجارت ما با اتحاد جماهیر شوروی: رساله ای است به زبان دری دربارهٔ تجارت دو کشور (افغان و شوروی) که در سال ۱۹۲۷ نوشته شده‌است
3. . غیاصه که کتاب است در نظم و به زبان پشتو
4. . لالی ریخته: ترجمه منظوم اشعار اردوی دکتر اقبال به زبان دری
5. نغمات: مجموعه اشعار خود مرحوم داوی
6. رجال وطن: شرح احوال و آثار برخی از مشاهیر افغانستان
7. زیست نامه: مشتمل بر شرح احوال مرحوم داوی

## آثار
- دیوان اشعار[۱]
- آثار اردوی اقبال[۲]